# 南知多道路
南知多道路（みなみちたどうろ）は、愛知県半田市から愛知県知多郡南知多町に至る自動車専用道路。地域高規格道路知多中央道路、愛知県道7号半田南知多公園線の一部であり、愛知道路コンセッションが管理する一般有料道路である。全区間でETCが利用可能となっている。

## 概要
かつては半田IC付近の本線料金所により知多半島道路と区分され夜間（22時 - 6時）は無料、また自動車専用ではなく原動機付自転車･自転車・歩行者の利用も可能であったが、現在は本線料金所は廃止され一つの道路として運用されている。なお、現在でも半田IC - 武豊IC間には知多半島サイクリングロードが併設されており、自転車・歩行者はそちらを通行することができる。
料金徴収期間は、1970年3月1日から2046年3月31日。

## 歴史
- 1954年（昭和29年） - 知多半島の関係市町村が知多中央道路建設期成同盟会を結成[4]。
- 1958年（昭和33年）8月 - 愛知用水着工決定を機に期成同盟会が愛知県に道路建設を陳情。用水工事で生じた土砂や水路堤防を活用して知多半島縦貫道路の建設を目指す。県知事の桑原幹根が前向きな姿勢を示し、翌年度より調査を開始[5]。
- 1962年（昭和37年）8月5日 - 期成同盟会臨時総会の席上で日本道路公団関係者が知多中央道路建設計画を発表。知多半島を縦断する46.2 kmの有料道路で、名古屋 - 半田間21.1 km間を第一期工事として日本道路公団が、半田以南23.8 kmを第二期工事として愛知県が建設を担当する[5]。
- 1966年（昭和41年）2月24日 - 事業許可（第2種平地部道路（旧法））[6][7]。
- 1967年（昭和42年）11月11日 - 起工式[7]。
- 1968年（昭和43年）7月 - 切山トンネル貫通[8]。
- 1970年（昭和45年）3月1日 - 2車線（片側1車線）で全線開通[6]。
- 1973年（昭和48年）4月 - 愛知県から愛知県道路公社に移管[6]。
- 1980年（昭和55年）8月 - 平面交差だった美浜ICの下りオフランプ供用開始[6]。南知多方面入口廃止[9]。
- 1984年（昭和59年）4月 - 武豊PA供用開始[6]。
- 1990年（平成2年）6月 - 第3種第1級道路に事業変更許可[6]。4車線化、ICランプ改良、美浜PA新設、豊丘高架橋新設など着工（予定工期：1990年 - 1996年度）[10]。
- 1994年（平成6年）12月 - 地域高規格道路計画路線「知多中央道路」に指定[6]。
- 1999年（平成11年）
  - 10月 - 第1種第3級道路に事業変更許可[6]。
  - 11月24日 - 全線4車線化供用開始、自動車専用道路に指定[6]。料金徴収時間が16時間から24時間（終日）に[11]。
- 2001年（平成13年）8月 - 知多半島道路、知多半島横断道路（現・知多横断道路）との料金プール制を導入[6]。
- 2016年（平成28年）
  - 8月31日 - 愛知道路コンセッション（民間事業者）が愛知県道路公社と公共施設等運営権実施契約を締結[1]。
  - 10月1日 - 愛知道路コンセッションによる有料道路の運営開始。

### 今後の予定
半田IC - 武豊IC間に、武豊北IC（仮称）を設置することが決定し、
2019年度から建設工事が開始された。

## インターチェンジなど
- IC番号欄の背景色が■である部分については道路が供用済みの区間を示している。また、施設名欄の背景色が■である部分は施設が供用されていないか、廃止されたことを示す。
- 略字は、ICはインターチェンジ、TBは本線料金所、PAはパーキングエリアをそれぞれ示す。
- IC番号は付けられておらず、IC番号に当たる位置にはインター名が記載されている。かつては知多半島道路とは異なり、本線上の案内標識は青色であった[14]。

| IC番号                                        | 施設名                                        | 接続路線名                                    | 起点から （km）                               | 備考                                          | 所在地                                        |
| E87 知多半島道路 半田中央・名古屋（大高）方面 | E87 知多半島道路 半田中央・名古屋（大高）方面 | E87 知多半島道路 半田中央・名古屋（大高）方面 | E87 知多半島道路 半田中央・名古屋（大高）方面 | E87 知多半島道路 半田中央・名古屋（大高）方面 | E87 知多半島道路 半田中央・名古屋（大高）方面 |
| --------------------------------------------- | --------------------------------------------- | --------------------------------------------- | --------------------------------------------- | --------------------------------------------- | --------------------------------------------- |
| -                                             | 半田IC/TB                                     | E87 知多半島道路・愛知県道34号半田常滑線      | 0.0                                           |                                               | 半田市                                        |
| -                                             | 武豊北IC（仮称)                               | 愛知県道269号古場武豊線                       | -                                             | （事業中）                                    | 知多郡武豊町                                  |
| -                                             | 武豊IC/PA                                     | 愛知県道72号武豊小鈴谷線                      | 5.6                                           | PAは半田方面のみ                              | 知多郡武豊町                                  |
| -                                             | 美浜PA                                        |                                               |                                               | 豊丘方面のみ                                  | 知多郡美浜町                                  |
| -                                             | 美浜IC                                        | 愛知県道274号小鈴谷河和線                     | 10.4                                          |                                               | 知多郡美浜町                                  |
| -                                             | 南知多IC/TB                                   | 愛知県道52号半田南知多線                      | 14.6                                          |                                               | 知多郡美浜町                                  |
| -                                             | 豊丘TB                                        |                                               |                                               |                                               | 知多郡美浜町                                  |
| -                                             | 古布IC                                        |                                               | 16.5                                          | 半田方面のみ                                  | 知多郡美浜町                                  |
| -                                             | 豊丘IC                                        | 愛知県道280号豊丘豊浜線                       | 19.6                                          |                                               | 知多郡南知多町                                |
| 愛知県道7号半田南知多公園線 師崎方面          |                                               |                                               |                                               |                                               | 知多郡南知多町                                |

南知多道路にはPAが2ヶ所（美浜PAと武豊PA）ある。このうち武豊PAには2018年まで売店があったもののあくまでも隣接施設扱いとなっており駐車場のみ愛知県道路公社が管理している。売店閉鎖後は仮設トイレと自動販売機のみのエリアになっていた。
その後、土地と建物を住都建設（名古屋市）が取得して改修を実施。2023年11月3日、LODGE CAFE（ロッヂ カフェ） がオープンした。
美浜PAはトイレと自動販売機の他、ドッグランがある。

## 通過する自治体
- 愛知県
  - 半田市 - 知多郡武豊町 - 常滑市 - 知多郡美浜町 - 知多郡南知多町

## 交通量
24時間交通量（台）　道路交通センサス
| 区間              | 平成17（2005）年度 | 平成22（2010）年度 | 平成27（2015）年度 |
| ----------------- | ------------------ | ------------------ | ------------------ |
| 半田IC - 武豊IC   | 16,963             | 15,447             | 13,567             |
| 武豊IC - 美浜IC   | 14,560             | 13,113             | 11,521             |
| 美浜IC - 南知多IC | 9,505              | 8,439              | 7,022              |
| 南知多IC - 古布IC | 7,169              | 6,574              | 5,376              |
| 古布IC - 豊丘IC   | 3,675              | 4,596              | 4,255              |

（出典：「平成22年度道路交通センサス」・「平成27年度全国道路・街路交通情勢調査」（国土交通省ホームページ）より一部データを抜粋して作成）